# Französisches Leimkraut
Das Französische Leimkraut (Silene gallica) ist eine Pflanzenart aus der Gattung Leimkräuter (Silene) der innerhalb der Familie der Nelkengewächse (Caryophyllaceae).

## Beschreibung

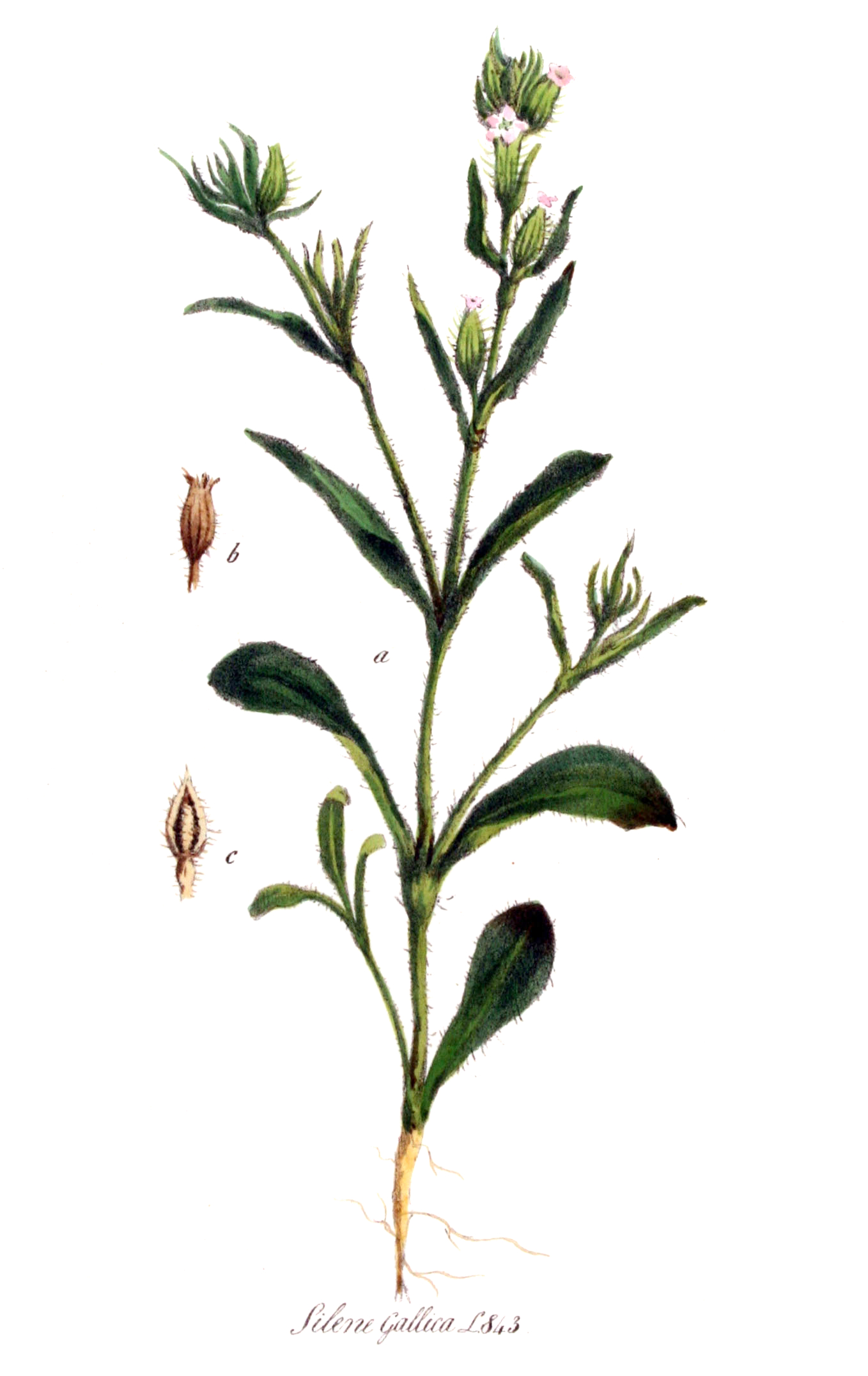
Illustration aus Flora Batava, Volume 11

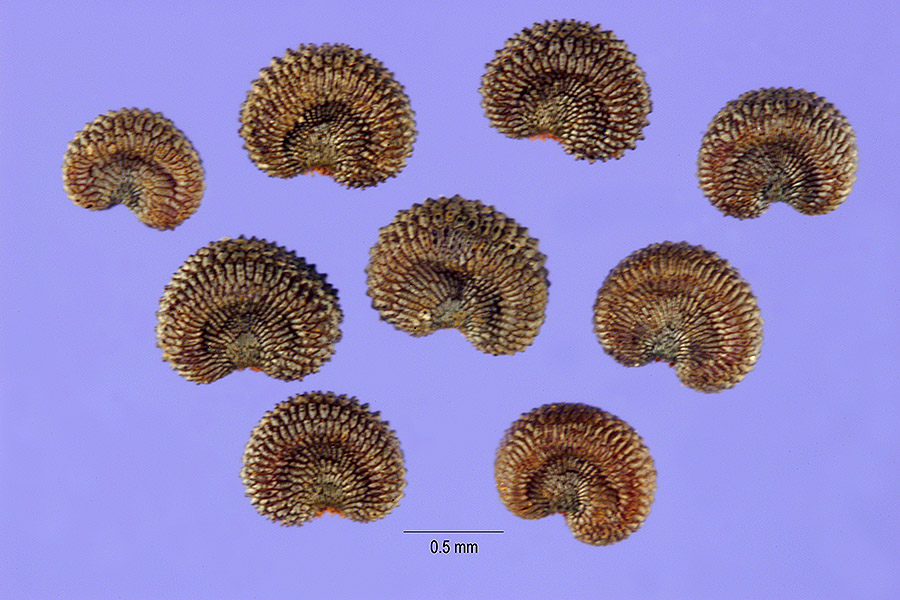
Samen

### Vegetative Merkmale
Das Französische Leimkraut ist eine einjährige krautige Pflanze, die Wuchshöhen von 15 bis 45 Zentimeter erreicht. Der aufrechte oder aufsteigende und einfache oder verzweigte Stängel ist behaart und nach oben hin drüsig-klebrig. Die wenigen in einer grundständigen Rosette angeordneten Laubblätter sind kurz gestielt, länglich-spatelförmig sowie behaart. Die restlichen Laubblätter sind gegenständig am Stängel verteilt angeordnet und sitzend.

### Generative Merkmale
Die Blütezeit reicht von April bis Juni. Der traubenähnliche Blütenstand enthält drei bis zehn einseitswendige Blüten. Die unteren Blütenstiele sind bis zu eineinhalb mal so lang wie der Kelch, die oberen dagegen sind kürzer. Der 7 bis 10 Millimeter lange Kelch ist auf ein Viertel seiner Länge spitz gezähnt, lang rauhaarig und weist zehn dunkelgrüne Nerven auf. Er ist zunächst zylindrisch-eiförmig geformt und wird später eiförmig und an der Spitze zusammengezogen. Die 10 bis 15 Millimeter langen Kronblätter sind seicht ausgerandet oder ganzrandig und rosafarben oder weiß; hin und wieder weisen sie in ihrer Mitte einen blutroten Fleck auf. Diese Varietät wird auch als Fünf-Wunden-Leimkraut (Silene gallica var. quinquevulnera) bezeichnet.
Die Fruchtträger haben maximal eine Länge von 1 Millimeter. Die Kapselfrucht ist 6 bis 9 Millimeter groß und besitzt sechs zurückgekrümmte Zähne. Die dunkel-braunen Samen sind warzig und scharf gerieft.
Die Chromosomenzahl beträgt 2n = 24.

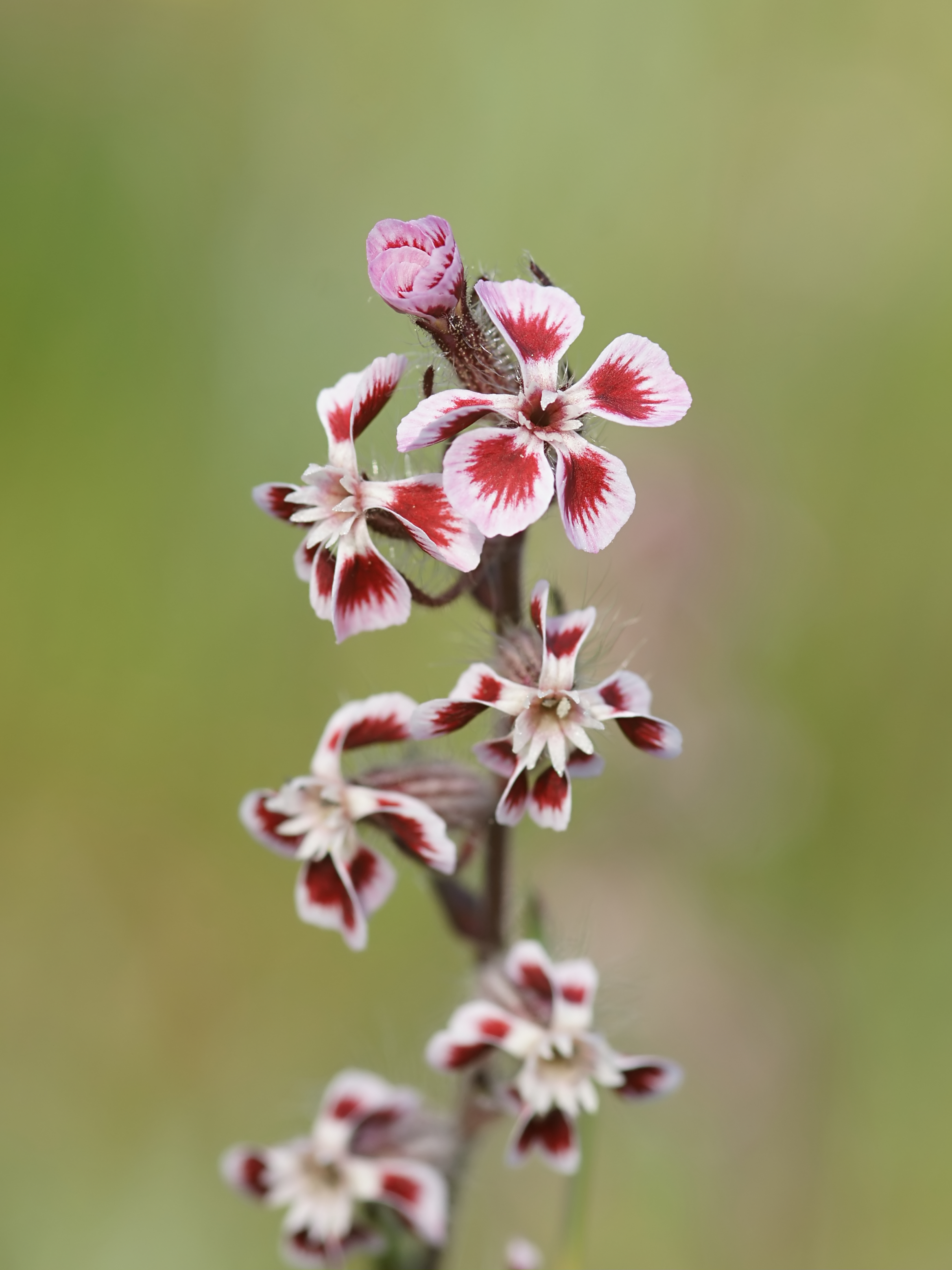
Fünf-Wunden-Leimkraut (Silene gallica var. quinquevulnera)

## Vorkommen und Gefährdung
Das Verbreitungsgebiet umfasst ursprünglich den Mittelmeerraum, die Kanarischen Inseln, Madeira, die Azoren, Westasien und den Kaukasusraum. Silene gallica ist in vielen Gebieten der Welt ein Neophyt. In Europa hat sie ursprüngliche Vorkommen in den Ländern Portugal, Spanien, Frankreich, „Großbritannien“, Belgien, Italien, in der Schweiz, in Österreich, Ungarn, Slowenien, Kroatien, Serbien, Montenegro, Albanien, Nordmazedonien, Griechenland, Bulgarien, Rumänien und in der Ukraine.
Sie wächst in Mitteleuropa auf Äckern, Weinbergen oder Schuttstellen auf mehr oder weniger nährstoffreichen, wechseltrockenen, basenreichen, oft kalkarmen Lehm- und Tonböden. Sie ist wohl eine Charakterart der Klasse Secalietea, kommt aber auch in Pflanzengesellschaften der Klasse Chenopodietea vor.
Die ökologischen Zeigerwerte nach Landolt et al. 2010 sind in der Schweiz: Feuchtezahl F = 1+ (trocken), Lichtzahl L = 4 (hell), Reaktionszahl R = 3 (schwach sauer bis neutral), Temperaturzahl T = 5 (sehr warm-kollin), Nährstoffzahl N = 4 (nährstoffreich), Kontinentalitätszahl K = 2 (subozeanisch).
In Deutschland und in der Schweiz ist Silene gallica „vom Aussterben bedroht“.  In Baden-Württemberg hatte Silene gallica vor 1900 in den Sandsteingebieten des Schwäbisch-Fränkischen Waldes noch zahlreiche Vorkommen, doch gehen die letzten Beobachtungen einzelner Pflanzenexemplare in die Jahre 1980 bis 1985 zurück.

## Systematik
Die Erstveröffentlichung von Silene gallica erfolgte 1753 durch Carl von Linné in Species Plantarum, Tomus I, Seite 517. Ein Synonym für Silene gallica L. ist Silene anglica L.
Je nach Autor gibt es wenige Varietäten:
- Silene gallica L. var. gallica
- Silene gallica var. giraldii (Guss.) Walters
- Fünf-Wunden-Leimkraut (Silene gallica var. quinquevulnera (L.) W.D.J.Koch, Syn.: Silene quinquevulnera L.): Bei dieser Varietät haben die Kronblätter in der Mitte einen roten Fleck, was Anlass zur Bezeichnung Fünf-Wunden-Leimkraut gegeben hat (lat.: quinque vulnera = 5 Wunden).[7] Sie wird in rezenten Quellen als Synonym geführt.